# John Norman Davidson Kelly
John Norman Davidson Kelly, né à Bridge of Allan le 13 avril 1909 et mort à Oxford le 31 mars 1997, est un théologien et historien des religions britannique spécialiste du christianisme ancien, enseignant à l'Université d'Oxford.   
Il dirige le collège St Edmund Hall entre 1951 et 1979, période au cours de laquelle l'établissement devient un collège indépendant constituant de l'université oxfordienne et, à partir de 1979, un établissement mixte.

## Biographie

### Jeunesse
John Kelly est né à Bridge of Allan, dans le Perthshire, le 13 avril 1909, quatrième des cinq enfants d'un directeur écossais d'une petite école privée, John Davidson Kelly, et d'une mère anglaise, Ann. John, comme sa sœur Ann Davidson Kelly (en), est scolarisé à domicile par son père, ce qui lui confère une bonne éducation mais le prive d'interactions sociales. À la suite de difficultés financières de l'établissement, son père se retrouve au chômage. 
Après avoir obtenu un diplôme de l'Université de Glasgow où il est rentré à 16 , il poursuit ses études au Queen's College, Oxford grâce à l'obtention d'une bourse. Au Queen's, il fait des études classiques — Honour Moderations (en) (« modérations classiques ») et Literae Humaniores — et de théologie, obtenant son diplôme avec honneurs de première classe. Malgré une éducation presbytérienne, il est confirmé dans l' Église d'Angleterre et entre dans les ordres, fréquentant St Stephen's House d'Oxford (en) avant d'être fait diacre dans le Northamptonshire.

### St Edmund Hall
Avant de terminer son année diaconale, il est invité à retourner à Oxford comme aumônier et tuteur en théologie et philosophie à St Edmund Hall par le directeur de l'époque, Alfred B. Emden (en), débutant ainsi une carrière longue de soixante-deux ans au sein du Hall. Il est ordonné prêtre en 1935 et nommé Vice-Principal de Hall en 1937. 
Pendant la Seconde Guerre mondiale, il souhaite devenir aumônier militaire, mais devant le refus d'Emden, il entrend plutôt un travail linguistique pour le ministère des Affaires étrangères. Lorsque Emden, malade, est contraint de prendre sa retraite en 1951, Kelly lui succède à la direction, occupant le poste de Principal qu'il occupe jusqu'en 1979.
Kelly devient directeur à une étape importante de l'histoire sept fois centenaire du Hall qui prend son indépendance du Queen's College, dont il faisait partie depuis 1557. Le processus, entamé par Emden dès 1937, est mené à bien en 1958 lorsque Kelly obtient la coopération du Queen's ainsi que pour le Hall une Charte d'Incorporation, présentée par le duc d'Édimbourg.
Au cours de son mandat de directeur, Kelly supervise un important programme de collecte de fonds qui permet la construction de nouveaux logements pour étudiants et de nouveaux restaurants. Par ailleurs, en 1964, il est nommé Pro-Vice-Chancelier de l'université d'Oxford puis Vice-Chancelier de en 1966 mais la maladie l'empêche d'exercer son mandat. Il est occupe à nouveau la charge de Pro-Vice-Chancelier entre1972 et 1977. Enfin, avant de prendre sa retraite en tant que directeur, il supervise l'admission des femmes dans le corps de premier cycle du Hall, les premières inscriptions s'opérant en 1979.

### Parcours académique
John Kelly est un éminent représentant de la faculté de théologie tout au long de parcours à St Edmund Hall. Conférencier en études bibliques de 1945 à 1948, il est ensuite chargé de cours en études patristiques jusqu'en 1976. 
Il publie de nombreux articles, écrivant sur le développement des croyances et des doctrines chrétiennes primitives : ses ouvrages Early Christian Creeds (1950) et Early Christian Doctrines (1958) devenant des sources de seconde main standard en usage dans les séminaires. On lui doit également des commentaires sur les épîtres pastorales, des études biographiques — notamment sur Jérôme de Stridon et sur Jean Chrysostome —, ainsi qu'un Dictionnaire des papes, traduit en plusieurs langues. Au moment de sa mort, il travaillait sur un complément à l'Oxford Dictionary concernant les archevêques.
Dans le monde ecclésiastique, il devient chanoine de la cathédrale de Chichester en 1948, poste qu'il occupe jusqu'en 1993. Il préside la Commission de l' archevêque de Cantorbéry sur les relations avec l'Église catholique romaine de1963 à 1968 et accompagne l'archevêque Michael Ramsey lors de sa visite historique à Rome à Paul VI en 1966. Il est membre fondateur du Conseil académique de l'Institut œcuménique d'études théologiques avancées de Jérusalem (en). 
Il est fait docteur honoris causa en théologie de l'Université d'Oxford en 1951 et promu membre de la British Academy en 1965. 
Il meurt célibataire le 31 mars 1997 à Oxford et ses restes incinérés sont enterrés dans l'antichapelle de St Edmund Hall.

## Œuvres choisies

### En anglais
- (en) John Norman Davidson Kelly, Early Christian Creeds, Longmans, Green & Co, 1950 (lire en ligne)
  - (en) John Norman Davidson Kelly, Early Christian Creeds, Continuum, 2006, 3e éd. (ISBN 978-0-8264-9216-6)
- (en) John Norman Davidson Kelly, What is Catholicism?, Saffron Walden, Essex, Talbot Press (S.P.C.K.), 1952
- (en) John Norman Davidson Kelly, Early Christian doctrines, Continuum, 2000, 5e éd. (1re éd. 1958) (ISBN 0-8264-5252-3)
- (en) John Norman Davidson Kelly, A commentary on the pastoral epistles : Timothy I & II, Titus, Harper & Row, coll. « Black’s New Testament Commentary » (no 14), 1963 (ISBN 978-0-06-064329-4)
- (en) John Norman Davidson Kelly, The Athanasian Creed : Paddock lectures ; 1962–1963, A. & C. Black, 1964 (ISBN 978-0713605044)
- (en) John Norman Davidson Kelly, A commentary on the epistles of Peter and of Jude, A. & C. Black, 1969 (ISBN 978-0-7136-1285-1)
- (en) John Norman Davidson Kelly, Aspects of the Passion, Mowbray, 1985 (1re éd. 1970) (ISBN 0-264-67035-3)
- (en) John Norman Davidson Kelly, Jerome : His life, writings, and controversies, Gerald Duckworth & Co., 1998 (1re éd. 1975) (ISBN 978-0-7156-1231-6)
- (en) John Norman Davidson Kelly (Updated Ed. with new material by M. Walsh), The Oxford dictionary of popes, Oxford University Press, 2010, 3e éd. (1re éd. 1986) (ISBN 9780199295814)
- (en) John Norman Davidson Kelly, St Edmund Hall : Almost seven hundred years, Oxford University Press, 1989 (ISBN 978-0-19-951559-2)
- (en) John Norman Davidson Kelly, Golden mouth : The story of John Chrysostom, ascetic, preacher, bishop, Duckworth, 1995 (ISBN 978-0-7156-2643-6)

### Traductions en français
- John Norman Davidson Kelly (trad. Ceslas Siegfried Georg Tunmer, o.p.), Initiation à la doctrine des pères de l'Église, Cerf, 1976 (ISBN 9782204035651)
- John Norman Davidson Kelly (trad. Colette Friedlander), Dictionnaire des Papes, Brepols, coll. « Petits dictionnaires bleus », 1994 (ISBN 2-503-50377-2)